# Миллар, Чарльз Вэнс
Чарльз Вэнс Ми́ллар (англ. Charles Vance Millar; 28 июня 1853 — 31 октября 1926) — канадский адвокат и бизнесмен, получивший известность благодаря своим розыгрышам и своему завещанию.

## Ранние годы
Чарльз Миллар поступил на юридический факультет Университета Торонто и окончил его с высочайшим баллом 98 %, после чего открыл собственное юридическое бюро в Торонто.

## Компании BC Express и Millar Addition
Миллар был успешным бизнесменом. В 1897 году Миллар выкупил у Стивена Тингли компанию BC Express, являвшуюся субподрядчиком по доставке государственной почты в районе Карибу, Британская Колумбия.
Когда поступили известия о намечавшемся строительстве железной дороги из Виннипега к Тихоокеанскому побережью (Grand Trunk Pacific Railway), которая должна была проходить через городок Форт-Джордж (ныне Принс-Джордж), Миллар расширил зону деятельности своей компании также на этот регион и построил для этого два колёсных парохода, названных BX и BC Express.
Миллар предугадал, что Форт-Джордж станет крупным центром северной части Британской Колумбии и предпринял шаги к тому, чтобы выкупить у местных индейцев землю под их резервацией в районе Форт-Джорджа. Руководство железной дороги уже запланировало эту покупку и смогло убедить канадский департамент по делам индейцев в необходимости прекратить переговоры с Милларом. Миллар подал на железную дорогу в суд и отсудил возможность приобретения 200 акров (0,81 км2) земли, ставшей известной под названием Millar Addition.

## Гонка аистов
При жизни Миллар был успешным инвестором, однако он известен прежде всего своими розыгрышами. Одним из любимых было разбрасывать на тротуаре деньги, а потом из укрытия наблюдать, как прохожие пытаются тайком их рассовать по карманам. Самым известным розыгрышем Миллара стало его завещание, в преамбуле к которому говорилось:

Это завещание умышленно необычно и полно капризов, поскольку у меня нет ни потомков или близких родственников, ни обязательств по распоряжению своей собственностью после смерти. То, что я делаю — это моя прихоть, большая, чем я смог себе позволить при жизни.
Оригинальный текст (англ.)This Will is necessarily uncommon and capricious because I have no dependents or near relations and no duty rests upon me to leave any property at my death and what I do leave is proof of my folly in gathering and retaining more than I required in my lifetime.
— Time, 1926-12-20
Завещание было полно необычных пунктов:
- Трём мужчинам, о которых было известно, что они терпеть не могли друг друга, был завещан в общую совместную собственность летний домик Миллара на Ямайке[6].
- Семи известным торонтским протестантским священникам, активистам движения за трезвость, были завещаны акции пивоваренной компании O'Keefe[англ.] на сумму 700 000 долларов при условии, что они будут участвовать в управлении компанией и получать от акций дивиденды[6].
- Трём яростным противникам скачек были завещаны акции скакового клуба Онтарио на 25 000 долларов[6].

В десятом пункте завещания говорилось о том, что вся оставшаяся собственность Миллара должна быть продана через 10 лет после его смерти, а деньги должны быть вручены той женщине из Торонто, которая за это время родит больше всего детей. В случае, если несколько участниц будут иметь одинаковый результат, сумма должна быть разделена в равных долях между ними. Случившееся в результате соревнование вошло в историю под названием большой гонки аистов.
В течение 10 лет после оглашения завещания, оно подверглось многочисленным судебным нападкам и попыткам его оспорить, в том числе, и со стороны дальних родственников Миллара. Однако тот тщательно подготовил завещание — после многолетних тяжб Верховный суд Канады подтвердил его действительность.
Миллар сделал крайне удачные инвестиции, в частности в акции туннеля Детройт — Виндзор, которые за 10 лет чрезвычайно выросли в цене и достигли 750 000 долларов, что в условиях дефляционной экономики того периода означало ещё больший рост. Бо́льшая часть награды была поделена среди четырёх женщин из Торонто, каждая из которых родила за это время по 9 младенцев. Также по 12 500 долларов было передано двум женщинам, чей результат был сочтён сомнительным. Таким образом, уже после смерти Миллар стал отцом (в переносном смысле) 36 детей. Противники утверждали, что Миллар так подготовил завещание для того, чтобы дискредитировать сторонников контроля над рождаемостью.

## В культуре
События с завещанием были показаны в канадском телефильме «Большая гонка аистов» (2002) с участием Миган Фоллоуз.